# 新曜社
新曜社（日语：／）是一家日本出版社。

## 历史
1969年在日本东京都由堀江洪成立，主营学术出版，尤其是哲学、心理学和社会学。曾经出版日本社会学家小熊英二的一系列书籍。